# Stefano Simoncelli
Stefano Simoncelli (* 12. November 1946 in Grottaferrata; † 20. März 2013 in Rom) war ein italienischer Fechter, dessen größter Erfolg der Gewinn der Silbermedaille mit der italienischen Florettmannschaft bei den Olympischen Sommerspielen 1976 in Toronto war. 
Im Jahr zuvor gewann Simoncelli bei den Weltmeisterschaften in Budapest Bronze mit der Florett-Mannschaft.